# Juan Lechín Oquendo
 (juillet 2025).
Si vous disposez d'ouvrages ou d'articles de référence ou si vous connaissez des sites web de qualité traitant du thème abordé ici, merci de compléter l'article en donnant les références utiles à sa vérifiabilité et en les liant à la section « Notes et références ».
Juan Lechín Oquendo (né le 18 mai 1914 à Coro Coro et mort le 27 août 2001 à La Paz) est un dirigeant syndical et homme d'État bolivien, chef de la Fédération syndicale des mineurs boliviens (FSTMB) de 1944 à 1987 et de la Centrale ouvrière bolivienne (COB) de 1952 à 1987. Il est également le 29e vice-président de la Bolivie entre 1960 et 1964, sous la présidence de Víctor Paz Estenssoro. 

## Premières années
Juan Lechín Oquendo est né à Coro Coro, une ville du département de La Paz, d'un père immigré libanais et d'une mère bolivienne. Il travaille dans les mines d'étain Catavi et Siglo XX, qui appartenaient toutes deux au magnat minier Simón Iturri Patiño. Alors qu'il travaille comme machiniste dans les mines, il est mis au courant des conditions déplorables de la grande majorité des travailleurs des hautes terres. Dans les années 1940, il s'implique dans le mouvement ouvrier naissant et rejoint le Parti ouvrier révolutionnaire (POR), un parti politique trotskyste.
En 1944, Lechín dirige un congrès de mineurs à Huanuni, qui conduit plus tard à la formation de la FSTMB. Lechín est élu secrétaire exécutif du syndicat. En 1952, il rejoint la révolution nationale menée par le Mouvement nationaliste révolutionnaire (MNR), bien qu'il maintient de bonnes relations avec le POR.

## Vie politique

### Débuts en politique
À la suite de la révolution nationale bolivienne de 1952 et à l'accession du MNR au gouvernement, Lechín est nommé au ministre des Mines et du Pétrole. En avril 1952, il participe activement et dirige la formation de la Centrale ouvrière bolivienne (COB), une fédération de syndicats, et en sera élu secrétaire exécutif. Puisqu'il avait joué un rôle vital dans la révolution et avait préconisé l'extension permanente des armes aux milices ouvrières pour garantir la stabilité du régime contre la possibilité d'une réaction oligarchique ou militaire, il devient extrêmement populaire auprès des secteurs les plus pauvres de la société. En effet, après Víctor Paz Estenssoro, il est le dirigeant du MNR le plus charismatique et populaire. En outre, son idéologie est bien plus radicale (d'inspiration marxiste) que le reste des membres de la direction du gouvernement. Cela conduit inévitablement à des tensions et des désaccords croissants au sein du parti sur les questions de travail et les ambitions personnelles.
En désaccord avec ce qu'il considérait comme la politique de plus en plus conservatrice du président Hernán Siles Zuazo, à la fin des années 1950, Lechín commence à former une opposition de gauche au sein du parti au pouvoir. Pour réduire ces tensions et éviter la fragmentation, Víctor Paz Estenssoro est sollicité afin de sortir de sa retraite et diriger le MNR en vue des élections présidentielles de 1960. Paz choisit Lechín comme candidat à la vice-présidence, apparemment avec la promesse que ce dernier serait le candidat à la présidence en 1964. Ce ne devait pas être le cas, car l'intransigeance de Lechín sur les questions politiques contraint finalement Paz non seulement à revenir sur sa promesse, mais aussi à expulser le vice-président Lechín du MNR en 1964. À ce moment, celui-ci quitte et fonde le Parti révolutionnaire de la gauche nationale (PRIN).

### Expulsion du Mouvement nationaliste révolutionnaire et exils répétés
Assez étonnamment, Juan Lechín soutient le coup d'État militaire de 1964 qui chasse le MNR du pouvoir, mené par le général René Barrientos, situé à droite sur l'échiquier politique. Peu de temps après, il est malgré cela contraint à l'exil. Il revient en 1971 et est élu à la tête de l'Assemblée populaire, un congrès révolutionnaire soutenu par le général réformateur Juan José Torres. Une fois de plus, le rôle de Lechín est polarisant, alors qu'il tente de créer une alternative parallèle (basée sur les syndicats et l'Assemblée, rappelant assez les soviets) à l'ordre établi. Après le renversement de Torres plus tard cette année-là, Lechín est de nouveau exilé et ne revient au pays qu'à l'ouverture démocratique de 1978. À ce moment-là, les années l'avaient rattrapé et il avait perdu beaucoup de lustre et d'attrait électoral à l'échelle nationale. Cependant, il est resté extrêmement populaire auprès des mineurs et une fois de plus, il est élu pour les diriger et présider la puissante COB. En 1980, il est le candidat du PRIN à la présidence et s'en sort plutôt mal aux urnes. Peu après, un nouveau coup d'État militaire (cette fois dirigé par Luis Garcia Meza) le force encore à l'exil.

### Activités syndicales
Lorsque la démocratie est restaurée en 1982, Lechín et les autres dirigeants du FSTMB et de la COB reviennent dans l'arène politique. Dans sa position restaurée de haut dirigeant syndical du pays, il critique vivement la politique économique du président Hernán Siles Zuazo (1982-1985), risquant de renverser son régime assiégé avec des grèves paralysantes et d'autres mesures de non-coopération. Ces agitations rendent vaines les tentatives du gouvernement de stabiliser l'économie. Lechín s'oppose également vigoureusement à l'administration néolibérale de Víctor Paz Estenssoro (1985-1989). La fermeture de la plupart des mines d'étain du pays par Paz Estenssoro (en raison de la baisse de la production et de l'effondrement des prix mondiaux) entraîne de nombreuses luttes intestines au sein des syndicats. En 1987, Lechín, âgé de 73 ans, prend sa retraite de la direction du FSTMB et défait aux élections de la direction de la COB.

## Fin de vie et postérité
Figure historique controversée mais indéniablement importante, vilipendée par beaucoup et suivie presque aveuglément par d'autres, Juan Lechín Oquendo décède en août 2001, à l'âge de 87 ans. Une critique majeure qui lui est adressée est qu'il a eu tendance à déstabiliser précisément les régimes les plus favorables aux intérêts de la classe ouvrière (Paz Estenssoro, Torres et Siles Zuazo entre 1982 et 1985), tout en faisant preuve de déférence envers la droite la plus dure (les gouvernements Barrientos, Banzer, Garcia Meza), du moins jusqu'à ce qu'il puisse quitter le pays en toute sécurité.